# 2018年8月两伊边境地震
2018年8月两伊边境地震是指2018年8月26日凌晨发生于两伊边境的地震。该地震震中位于北纬34.663度、东经46.227度，规模为MW 6.0级、Ms 6.1级，震源深度约为10千米。本次地震已被美国地质调查局列入2018年显著地震列表。该次地震共计造成3人遇难，另有243人受伤。

## 构造背景
伊朗地震活动频繁，根据伊朗政府的统计，至少有14万伊朗人死于20世纪的地震。其西部的两伊边境地区位于亚欧板块、非洲板块、印度板块和阿拉伯板块交界处，邻近阿尔卑斯带，地质构造活动频繁。本次地震震中位于安纳托利亚板块上，该地区的地质发育是俯冲作用、大规模转换断层作用、挤压山脉构造和地壳伸展作用等一系列板块构造作用的结果。这一地区历史上曾发生过沿死海转换断层的重大地震，其中较为显著的如1759年11月的近东地震，是次地震造成了至多20,000人死亡。2017年11月，该地还发生过两伊边境地区本世纪最大的地震，共有630人在这次地震中遇难，另有至少8100人受伤。

## 参数测定
美国地质调查局测定，2018年两伊边境地震震中位于贾万鲁德西南约26千米处，即北纬34.663度、东经46.227度，规模为MW 6.1级、震源深度约为10千米。但在随后的正式报告中，该局将规模修订至MW 6.0级，并测定出了mb 5.9级和Ms 5.8级，并测出本次地震的最大烈度为7（VII）度。中国地震台网和欧洲和地中海地震中心测定的规模较高，分别为Ms 6.1级和MW 6.1级。而GFZ测定的矩震级与美国地质调查局相等，均为6.0级。
另外，美国地质调查局根据本次地震的互联网地震强度调查收到的震感反馈，推测出最大烈度为6（VI）度。

## 震害情况
本次地震的震中贾万鲁德位于伊朗西北部的克尔曼沙阿省，毗邻位于两伊边境的人口较多的库尔德斯坦省。据伊拉克政府电视台报道，伊拉克首都巴格达震感强烈。一名居住于诺沃斯巴德镇的70岁老人因心脏病发作遇难，另还有2人遇难、243人受伤。